# 朱に赤
『朱に赤』（しゅにあか）は、柳沢きみおによる日本の少年漫画作品。講談社の『週刊少年マガジン』にて1981年から1982年まで連載された。単行本は全5巻。

## 作品概要
家庭の秘密を知った事を発端に、全てを失ってしまう少年の転落を描く。週刊少年マガジンでは柳沢きみおのヒット作『翔んだカップル』の次に書かれた作品である。終盤の流れを汲みさらに暗く描かれている。連載が打ち切られたためか、若しくは救いが最後まで無かったためかは定かではないが、終わりがややうやむやになっている。この作品で作品の幅を増やした柳沢は、青年誌に大人向けの作品を書くようになり、時折破滅願望をもつキャラクターが柳沢作品にみられるようになる。
作者は後に自分史で、この作品を書いていた時期はスランプであり精神にも変調をきたしていた、思い出したくもない駄作であると公表している。翔んだカップルの路線を期待していた当時の少年マガジンではヒットしなかったのは事実ではあるが、少年誌から青年誌に移る過渡期の作品であり一部では非常に評価が高い。救いようのない青春の光と影を鮮烈に描いた問題作として長く記憶に残る名作である。時折見せる少女の物憂げなエロティシズムや少年の内面の葛藤などの描写は、漫画を小説や映画以上の表現芸術として追求したいという作者の意欲作である。

## あらすじ
瀬島武雄はそれまで自分の家族を当たり前のように思っていた。しかし、従妹の迷走をきっかけに、武雄は家庭の秘密を知ってしまう。それは破滅の始まりだった。もがけばもがくほど、武雄は奈落の底に落ち込んでいく…。

## 登場人物
瀬島武雄（せしま たけお）
秘密に気付くまでは、地方の公立進学校に通う普通の高校生だった。両親や兄の言動に違和感を持ってはいた。
自分の出生の秘密を知りショックを受け、その上不慮の事故が原因で犯罪者となり、普通の高校生であった人生が大きく変わる事になる。
武雄の父
会社の重役。出張が多くよく家を空けている。無口で家の中ではほとんど喋らない。
武雄の母
おとなしく、あまり喋らない。家人が留守中に化粧をして家中に鍵をかけるなど、不審な行動をする。
武雄の兄
家を出て北海道の大学に進学している。秘密を知っているため、家族と距離を取っている。
川奈邦子（かわな くにこ）
武雄とは気が合う友達。武雄と一緒に部屋でお茶を飲むなど、少しずつではあるが仲は進展していた。
瀬島友美（せしま ともみ）
武雄の従妹。幼い時に武雄と兄妹のように育ち、武雄に無意識のうちに恋心を持っている。ふとした事で秘密を知り、家族と溝ができてしまう。南の不良グループに接近する等、生活がおかしくなる。
友美の父
武雄にとって叔父にあたり、武雄と気が合う。武雄の出生の秘密に大きく関わっている。
角田加奈子（かくた かなこ）
料亭の娘だが、親の素行等のためか、周りに良く思われていない。無口で無表情を装う事で世間と距離を取り、南の不良グループに身を寄せている。友美を連れ戻しにきた武雄と徐々に親密になっていく…。
青木（あおき）
邦子と同じ班の図書委員。陰険で、邦子にストーカー行為を行う。行為がばれ、田中に殴られてからは陰険の度合いが悪化する。人を不快にさせるのが好きで、武雄に秘密の本当の意味をつげる。
田中（たなか）
野球部ピッチャーで武雄と親友だったが、武雄が学校をよく休む様になってからは次第に距離を取っていく。
南（みなみ）
3年の不良グループのリーダー格。恋人と思っていた角田と話をした武雄を不快に思っている。